# Amphisbaena saxosa
Amphisbaena saxosa là một loài bò sát trong họ Amphisbaenidae. Loài này được Castro-Mello mô tả khoa học đầu tiên năm 2003.